# Cuisine du Suriname

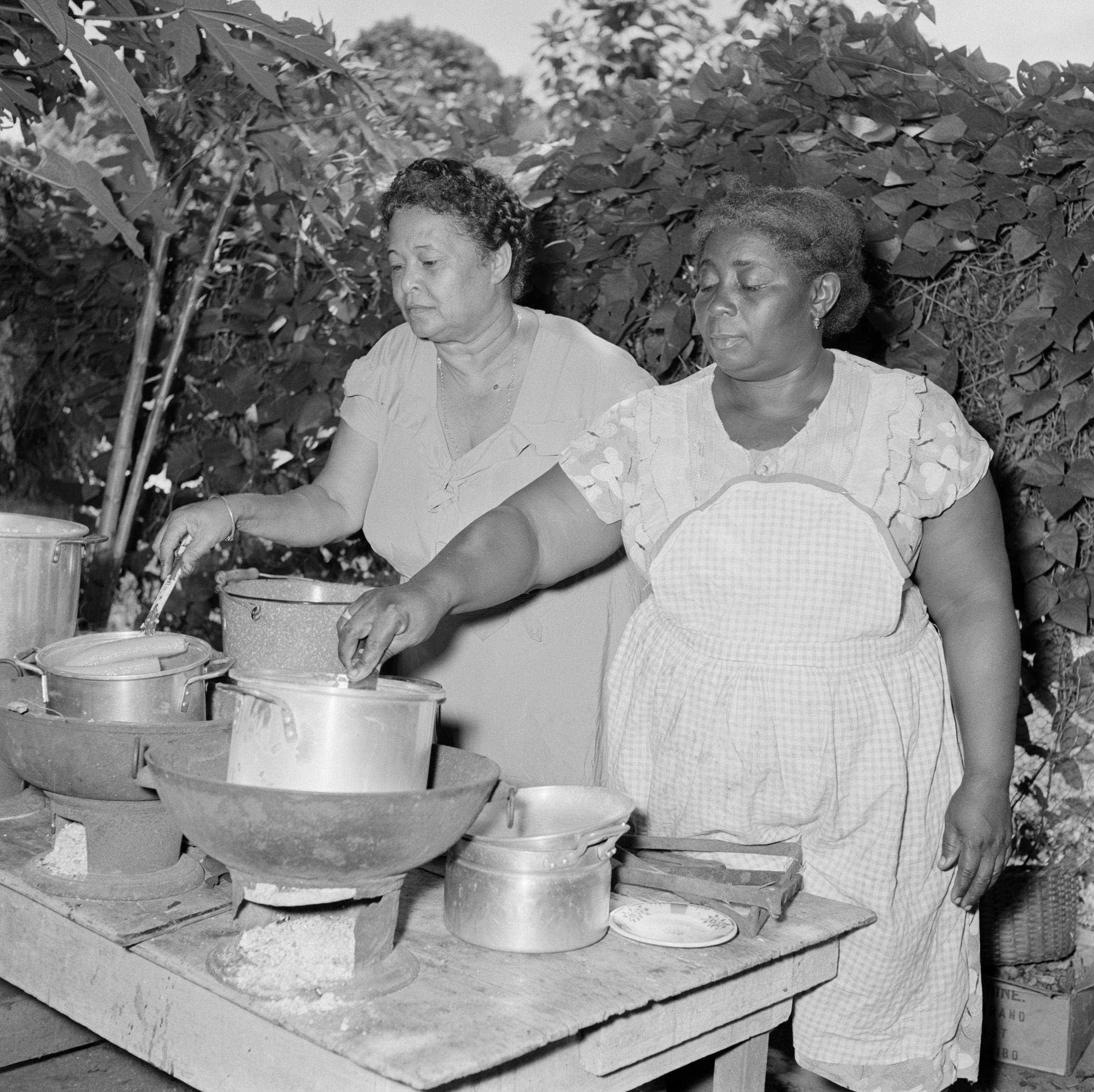
Deux personnes cuisinant à Paramaribo en 1955.

Au Suriname, la cuisine comprend de nombreuses recettes utilisant des ingrédients du monde entier. Le plat préféré des Surinamais est un gratin appelé pom.

## Pom

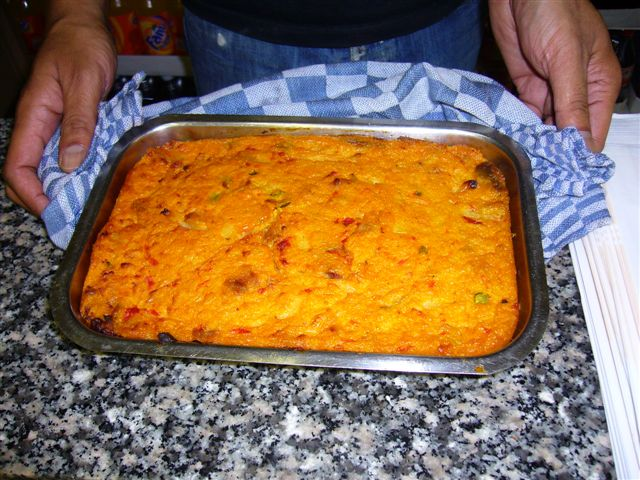
Un plat de pom.

Le pom est un gratin de chou caraïbe – appelé pomtajer en sranan d'après le plat – préparé avec du jus d'agrumes et fourré avec du poulet ou du poisson. Il est très populaire parmi toutes les communautés du Suriname et servi à chaque occasion festive. Il existe de vifs débats sur l'origine de ce plat, revendiqué à la fois par les communautés juive et afro-descendante.

## Livres de cuisine
- (nl) A. A. Starke, Groot surinaams kookboek: met exotische creoolse, hindoestaanse, indonesische, chinese en europese recepten, Stichting Eerste Surinaamse Huishoud- en Nijverheids-school te Paramaribo, 1984
- (nl) Noni Kooiman, Switi Sranan: De rijke Surinaamse keuken, Overamstel Uitgevers, 12 mai 2022 (ISBN 978-90-488-6103-3)
- (nl) Ciska Cress, De Surinaamse keuken: heerlijke gerechten voor iedereen die de Surinaamse keuken wil leren kennen, De Lantaarn b.v., 2014 (ISBN 978-94-6188-352-0)
- (nl) Lisa Djasmadi et Hariëtte Mingoen, Saoto, berkat en dawet: een kijkje in de keuken van Javaans-Surinaamse warungs, Stichting LM Publishers / KIT, 2015 (ISBN 978-94-6022-406-5)
- (nl) Arun Swamipersaud et Faisel Rajjab, De avontuurlijke Surinaamse keuken, Trichis Publishing, 2014 (ISBN 978-94-90608-82-8)
- (nl) Judith Cyrus, Paramaribo: een culinaire smeltkroes, Fontaine Uitgevers, 2021 (ISBN 978-94-6404-048-7)